# Межпоколенческая справедливость
Межпоколенческая справедливость — этический принцип социально-экономического и экологического характера, согласно которому возможности будущих поколений по удовлетворению их потребностей должны быть как минимум такими же, как у сегодняшнего поколения.
В соответствии с этим принципом, государства не должны всё больше наращивать задолженность, увеличивая процентное бремя для будущих поколений. Они также призваны способствовать трансформации пенсионной системы с целью снижения её зависимости от демографических колебаний и противодействия чрезмерной нагрузке на трудоспособное население при его сокращении.
В экологическом смысле, межпоколенческая справедливость означает сохранение для будущих поколений необходимых для них ресурсов в том виде, в котором они доступны нынешнему поколению. В частности, будущие поколения не должны ставиться перед фактом дополнительных затрат в связи с изменением климата, дефицитом питьевой воды, незагрязнённой земли и так далее. В этом смысле, понятие межпоколенческой справедливости тесно связано с принципом устойчивого развития и регенеративной экономики.